# Xian de Yilan (Heilongjiang)
Pour les articles homonymes, voir Yilan.
Le xian de Yilan (依兰县 ; pinyin : Yīlán Xiàn) est un district administratif de la province du Heilongjiang en Chine. Il est placé sous la juridiction de la ville sous-provinciale de Harbin.

## Démographie
La population du district était de 370 122 habitants en 1999.